# آدم لوندغرين
آدم لوندغرين (بالسويدية: Adam Lundgren)‏ هو ممثل سويدي، ولد في 15 فبراير 1986 بغوتنبرغ في السويد.

## الأعمال

### أفلام
| السنة | العنوان                   | الدور         |
| ----- | ------------------------- | ------------- |
| 2025  | الأخت غير الشقيقة القبيحة | دكتور إستيتيك |

### مسلسلات
| السنة | العنوان  | الدور |
| ----- | -------- | ----- |
| 2019  | تشيرنوبل |       |

## روابط خارجية
- آدم وندغرين على موقع IMDb (الإنجليزية)
- آدم وندغرين على موقع ألو سيني (الفرنسية)
- آدم وندغرين على موقع أول موفي (الإنجليزية)
- آدم وندغرين على موقع قاعدة بيانات الأفلام السويدية (السويدية)
- آدم وندغرين على موقع قاعدة بيانات الفيلم (الإنجليزية)
- آدم وندغرين على موقع كينوبويسك (الروسية)